# Sidonio Apolinar
San Sidonio Apolinar (Lyon, 431 o 432-Arvenis, 487 o 489) fue un noble y terrateniente galorromano. Destacó como poeta y escritor, así como por ser obispo de Auvernia en la última fase de su vida. 

## Biografía
Nacido en el seno de una familia aristocrática galorromana, Sidonio se retiró de la vida pública en 456, a raíz de la derrota de su suegro Eparquio Avito a manos de Mayoriano en la batalla de Plasencia. Posteriormente, el poeta se reconciliaría con este último dedicándole diversos panegíricos.
Dos años después, sería testigo de la devastación de su Lyon natal a manos de este emperador como castigo por la conjuración de Marcelino, un usurpador apoyado por la nobleza local junto con los burgundios. Sin embargo, el levantamiento de los castigos y consiguiente retorno de los burgundios a Lyon horrorizó a Sidonio, pues este los consideraba unos bárbaros responsables de la decadencia de la Romanidad y de la antigua aristocracia a la que él mismo pertenecía. Movido por su desprecio hacia este pueblo extranjero, escribió su carmen 12, o Sátira de los burgundios, una burla hacia estos últimos en la que el poeta expresaba, además, su nostalgia por las tradiciones romanas.
Junto a su cuñado Ecdicio Avito, defendió Auvernia contra los visigodos, y sus escritos son una importante fuente histórica y, en algunos casos, causa de controversia, como en su mención de las leyes teodoricianas, que se contradicen con la afirmación de San Isidoro de Sevilla al mencionar a Eurico como el primer legislador visigodo. También escribió unos 24 poemas de temas paganos y unas 147 cartas.
La villa que poseía en Auvernia, a la que solía retirarse durante los años 461-467, además de la pars rustica tenía una pars urbana que contaba con biblioteca, termas y piscina.
Tras haber fundado una familia con su esposa Papianila, hija del emperador Avito —tuvieron un hijo y tres hijas—, Sidonio fue nombrado obispo de Auvernia en 471, lo que permitía a los líderes de aquella época una mejor dirección de los asuntos locales aprovechando la unidad y el prestigio de las nacientes comunidades católicas de la Galia meridional.

## Legado e influencia
La obra literaria de Sidonio Apolinar gozó de una amplia e ininterrumpida difusión durante la Edad Media, reflejo de su éxito a lo largo de dicho periodo. Esta posición indiscutida se vería amenazada por el primer humanismo, que hace su aparición en el Trecento italiano. Un autor tan influyente como Petrarca (en su primera redacción de las Familiares) criticaría de forma irónica la postura anticiceroniana de Sidonio, hecho que acabaría condicionando el modo en que las obras de este último iban a ser juzgadas y percibidas a lo largo de todo el Renacimiento.
Ya en el Quattrocento, sin embargo, su figura sería rescatada principalmente por Angelo Poliziano. Este humanista toscano, partidario de un modelo imitativo de corte ecléctico, reivindicó la figura de diversos autores de la tardoantigüedad y, en especial, de Sidonio. Consideraba al autor lionés no solo como un modelo a seguir en lo literario, sino como una autoridad, al mismo nivel incluso de un Horacio. El erudito Ermolao Barbaro también defendió, a pesar de su ciceronianismo, el legado de Sidonio; en sus Castigationes Plinianae (1492) únicamente criticaba las inexactitudes prosódicas en la escansión de los términos griegos de nuestro poeta, pero valorando de forma positiva su obra. El primer comentario humanístico a las obras de Sidonio sería completado por Gian Battista Pio en 1498. Otros escritores y comentaristas de fines del siglo XIV y principios del siglo XV interesados por la obra de Sidonio serían Aulo Giano Parrasio o los poetas Girolamo Carbone y Teófilo Folengo. En general, en la segunda mitad del Quattrocento sus escritos disfrutaron de una inusual difusión, poseyendo ejemplares de sus obras personalidades como Pico della Mirandola, el papa Nicolás V o el humanista Francesco Pizzolpasso.
En definitiva, tras la plena vigencia de Sidonio durante el periodo medieval, llegando a su apogeo de popularidad durante el siglo XII europeo, y una breve recuperación del mismo en la segunda mitad del siglo XIV, con la llegada del Cinquecento su legado perderá brillo tras el triunfo definitivo de los ciceronianos en el debate humanístico de la época. Sus obras serían olvidadas durante siglos y, tras las renovadas críticas a la poesía tardoantigua que tuvieron lugar durante el Romanticismo, recuperadas paulatinamente.

## Obras

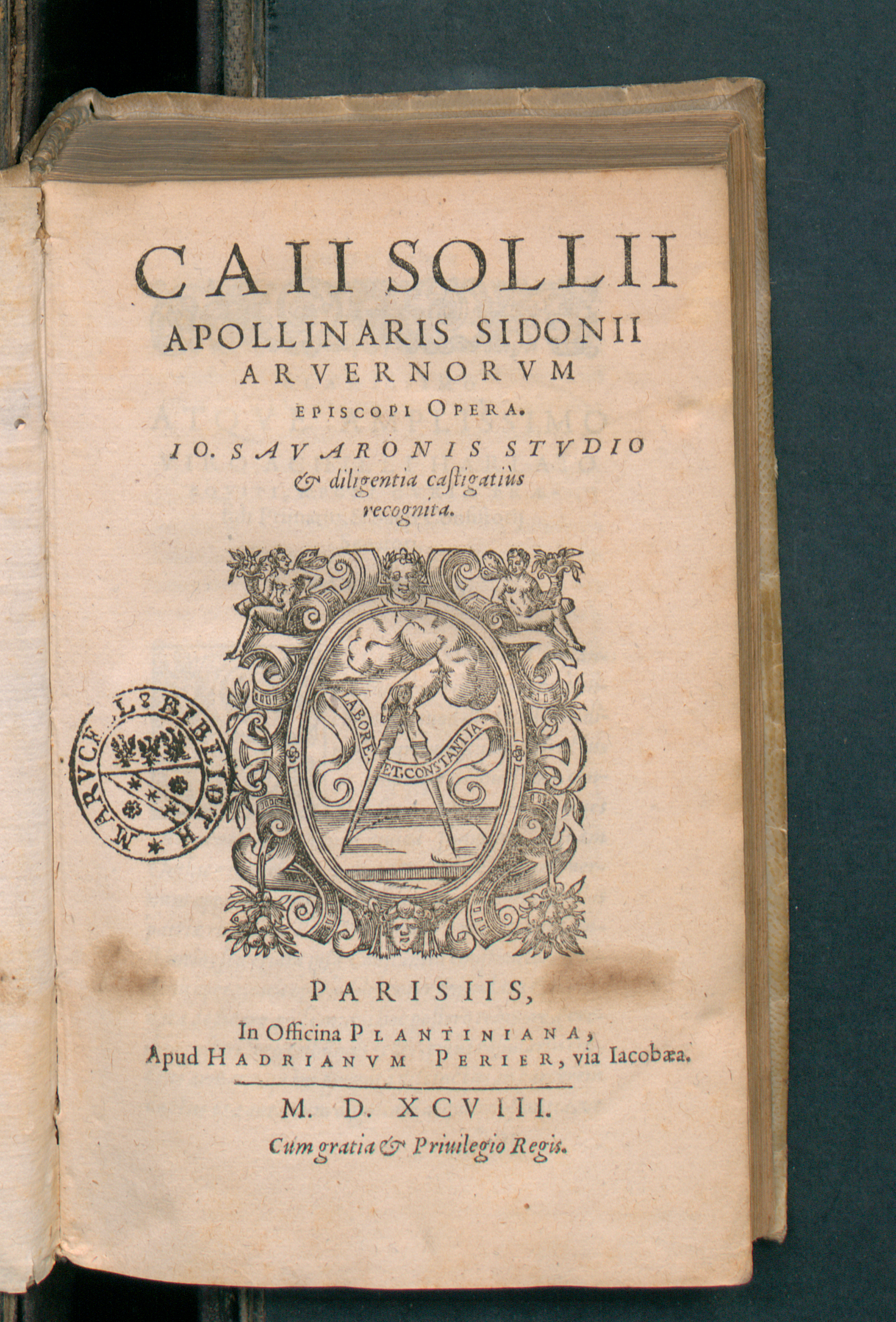
Opera, 1598

- Sidonio Apolinar (2005). Poemas. Editorial Gredos. Madrid. ISBN 978-84-249-2770-7.